# Ognjen Vukojević
Ognjen Vukojević (Bjelovar, 20. prosinca 1983.) umirovljeni je hrvatski nogometni reprezentativac.

## Klupska karijera
Nogomet je počeo igrati u NK Bjelovar. Prešao je u NK Varteks, iz kojeg se vratio u NK Bjelovar. Bio je najbolji igrač i strijelac 3. HNL lige te je najzaslužniji za ulazak NK Bjelovara u 2. HNL ligu. Karijeru je nastavio u Slaven Belupu odakle je 2005. godine prešao u belgijski Lierse SK. 
U Belgiji se nije naigrao te se nakon pet mjeseci, u prosincu 2005., vraća u 1. HNL potpisujući ugovor s Dinamom. Prvi nastup za Dinamo, zabilježio je u 2006. protiv Međimurja. Igra na položaju zadnjeg veznog, a u sezoni 2006./07. se nametnuo kao standardni prvotimac. 
Po završetku sezone 2007./08. i osvojenog prvenstva i kupa s zagrebačkim Dinamom, Vukojević potpisuje petogodišnji ugovor s kijevskim Dinamom po kojem će zarađivati nešto manje od milijun eura po sezoni, a odšteta prijašnjem klubu je 6 milijuna eura.
U veljači 2013. Ognjen odlazi na šestomjesečnu posudbu u Spartak Moskvu. Sezonu 2014./15. je proveo na posudbi u zagrebačkom Dinamu.
Godine 2017., tri godine nakon umirovljenja od reprezentativne, umirovio se i od klupske karijere.

## Reprezentativna karijera
Vukojević je bio hrvatski reprezentativac reprezentacije do 21 godine. Prvi put je pozvan u hrvatsku nogometnu reprezentaciju, za prijateljsku utakmicu s BiH, 22. kolovoza 2007. Prvi nastup i prvi pogodak, nakon samo dvije minute igre, uslijedili su u prijateljskoj utakmici protiv Slovačke, 16. listopada 2007.
Dne 5. svibnja 2008. ga je tadašnji izbornik hrvatske nogometne reprezentacije Slaven Bilić uvrstio na popis putnika za EP 2008. 
Ognjen Vukojević bio je sudionikom EP 2008.
Dana 27. lipnja 2014. objavio je kraj reprezentativne karijere, nakon ispadanja sa svjetskog prvenstva 2014. u Brazilu.